# Axonolaimus limalis
Axonolaimus limalis is een rondwormensoort uit de familie van de Axonolaimidae. De wetenschappelijke naam van de soort is voor het eerst geldig gepubliceerd in 1912 door Ssaweljev.